# Городищенська сільська рада (Малинський район)
Городищенська сільська рада — колишня адміністративно-територіальна одиниця та орган місцевого самоврядування у Малинському районі Малинської, Коростенської і Волинської округ, Київської та Житомирської областей Української РСР з адміністративним центром у селі Городище.

## Населені пункти
Сільській раді на момент ліквідації були підпорядковані населені пункти:
- с. Городище

## Історія та адміністративний устрій
Створена 1923 року в складі с. Городище, колонії Щербівка, Юрівка, хуторів Білинка, Пережар, Хутір при ст. Малин, урочища Городець, залізничної станції Малин Малинської волості Радомисльського повіту Київської губернії. 16 січня 1923 року до складу ради увійшла кол. Малинівка ліквідованої Малинівської сільської ради. 7 березня 1923 року сільрада увійшла до складу новоствореного Малинського району Малинської округи. 26 березня 1926 року колонії Малинівку, Щербівку, Юрівку, ур. Городець та зал. ст. Малин передано до складу відновленої Малинівської сільської ради Малинського району. На 17 грудня 1926 року в підпорядкуванні значилася Городищенська сільськогосподарська школа. Станом на 1 жовтня 1941 року хутори Білинка, Пережар, Хутір при с. Малин, Городищенська школа не значилися на обліку населених пунктів.
Станом на 1 вересня 1946 року сільська рада входила до складу Малинського району Житомирської області, на обліку в раді перебувало с. Городище.
Ліквідована 11 серпня 1954 року, внаслідок виконання указу Президії Верховної ради УРСР «Про укрупнення сільських рад по Житомирській області», територію та с. Городище передано до складу Пинязевицької сільської ради Малинського району Житомирської області.